# UDP-N-acetilglucosamina
La UDP-N-acetilglucosamina o (UDP-GlcNac) és un compost orgànic, format per un nucleòtid (uridina difosfat) i una acetilglucosamina (GlcNac), derivat de la glucosamina, que alhora és un derivat del monosacàrid glucosa. Aquest derivat de glucosa té en el carboni 2 un grup amino, que posteriorment pateix una acetilació. La GlcNac tendeix a formar polisacàrids, principalment de caràcter estructural que compleixen diverses funcions importants biològiques. Aquest substrat (nucleòtid-monosacàrid) compleix importants funcions biològiques a nivell del metabolisme.

## El nucleòtid UDP

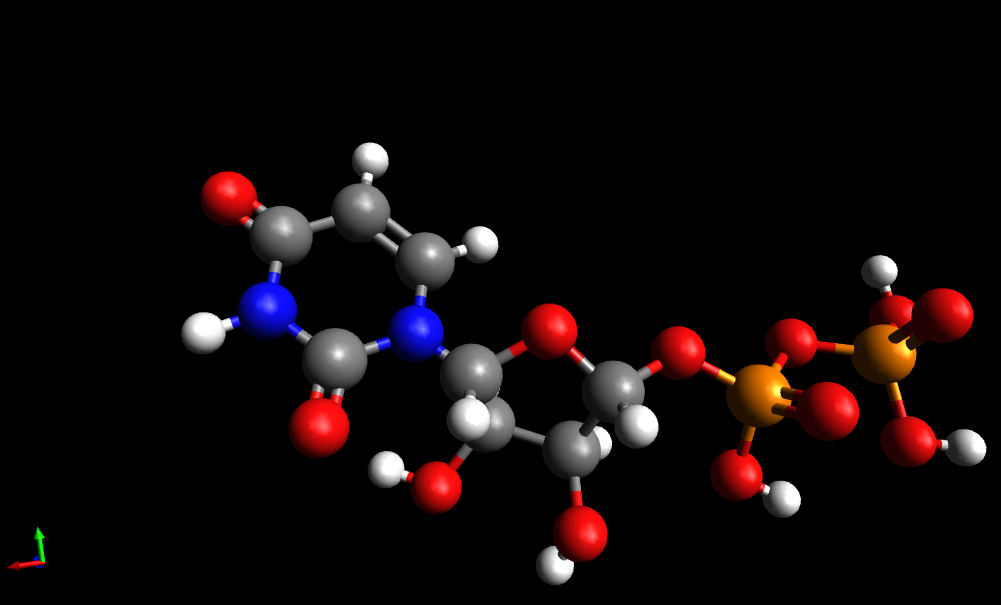
Estructura del difosfat d'uridina.

Un nucleòtid està format per una base nitrogenada, un monosacàrid (pentosa) i un grup fosfat. El difosfat d'uridina actua com un activador d'altres substàncies i transferidor de fosfats. L'enzim nucleòsid monofosfat cinasa, catalitza amb la utilització d'ATP, la fosforilació dels corresponents difosfats.
NMP + ATP ⇌ NDP + ADP
On N representa qualsevol tipus de nucleòsid.
Per a obtenir els trifosfats, l'enzim nucleòsid difosfat cinasa utilitza també l'ATP com a donador de fosfats.
NDP + ATP ⇌ NTP + ADP
Amb aquesta via i a partir de la UMP, s'obté UTP. Aquest UTP, en una reacció en la qual intervé l'aminoàcid glutamina + ATP, s'origina CTP (citidina trifosfat) amb la seva base corresponent, la citosina. El dUDP (uracildesoxirribonucleòtid) es converteix en el seu derivat de timina. Primer s'hidrolitza dUDP a dUMP, després la timidilat sintasa, metila en el C5 de l'anell de pirimidina per a donar desoxitimidilat (dTMP). La corresponent base de pirimidina és la timina. Algunes bases nitrogenades formen part de l'àcid desoxiribonucleic.

## Funcions biològiques
L UDP-GlcNac compleix rols biològics molt importants a nivell de regulació, funció i estructuració del metabolisme, per a una correcta estabilitat de l'organisme. Actua com a complex substrat per a diferents enzims, permetent generalment, la incorporació de l'acetilglucosamina a la cadena d'oligosacàrids de la proteïna o bé al nucli proteic en un enllaç N-glicosídic si s'uneix a una asparagina (Asn) o bé O-glicosídic si s'uneix a una serina/treonina (Ser/Thr) amb l'activació del UDP. També pot lligar-se a lípids com ara el dolicol (lípid de membrana), que participa en la oligomerització de proteïnes del reticle endoplasmàtic.
L'UDP permet la unió d'un dels grups fosfat, transformant-se en UMP (monofosfat d'uridina). Aquest pas aporta l'energia necessària (Gº < 0 procés exergònic) per a diferents processos metabòlics. A més el grup fosfat intervé en la senyalització, com per exemple: els enzims que s'estan acabant de sintetitzar en l'aparell de Golgi per anar a parar a un lisosoma. Aquests enzims necessiten un senyal que els permeti arribar al lisosoma per complir amb les seves funcions de degradació. El senyal consta d'un monosacàrid, manosa-6-fosfat. El grup fosfat es transfereix en el C6 de la mannosa catalitzat per la N-acetilglucosamina fosfotransferasa, després una glicosidasa “talla” la resta d'acetilglucosamina que anava enllaçada al fosfat.
Els enzims dels lisosomes, formen una bateria d'hidrolases àcides, que descomponen qualsevol molècula orgànica. Una falta o dolenta incorporació del senyal, provoca malalties greus degudes a l'acumulació de substàncies no degradades en la cèl·lula. Aquesta falta contribueix a fer que la membrana lisosomal no reconegui l'enzim i aquest s'alliberi al medi extracel·lular com a molècules errants que apareixen en grans quantitats en sang i orina. L'individu pot patir: deficiències motores, malformacions òssies i problemes del sistema nerviós.
També és utilitzada en la síntesi de glicosaminoglicans i proteoglicans, components importants de la matriu extracel·lular. Els quals ofereixen forces de compressió, afavoreixen la mobilitat cel·lular, retenen grans quantitats d'aigua i electròlits.